# Р
Р, р (cursiva Р, р) es la vigésimo octava letra del alfabeto cirílico tiene, un gran parecido con la letra "Pp" (pe) latina y la "Ρρ" griega (ro). Tiene un valor fonético equivalente a la /r/ sorda común en el Alfabeto Fonético Internacional (AFI)(Sonora en algunos casos, aunque no se puede doblar).

## Uso

### Sistema numeral cirílico
En la antigüedad, en el sistema numeral cirílico, esta letra tenía el valor numérico 100.

## Tabla de códigos
| Codificación de caracteres | Tipo      | Decimal | Hexadecimal | Octal  | Binario             |
| -------------------------- | --------- | ------- | ----------- | ------ | ------------------- |
| Unicode                    | Mayúscula | 1056    | 0420        | 002040 | 0000 0100 0010 0000 |
| Unicode                    | Minúscula | 1088    | 0440        | 002100 | 0000 0100 0100 0000 |
| ISO 8859-5                 | Mayúscula | 192     | C0          | 300    | 1110 0000           |
| ISO 8859-5                 | Minúscula | 224     | E0          | 340    | 1110 0000           |
| KOI 8                      | Mayúscula | 242     | F2          | 362    | 1111 0010           |
| KOI 8                      | Minúscula | 210     | D2          | 322    | 1101 0010           |
| Windows 1251               | Mayúscula | 208     | D0          | 320    | 1101 0000           |
| Windows 1251               | Minúscula | 240     | F0          | 360    | 1111 0000           |
Sus códigos HTML son: &#1056; o &#x420; para la mayúscula y &#1088; o &#x440; para la minúscula.